# McCallie Rocks
Die McCallie Rocks sind zwei runde Felseninseln mit einem Durchmesser von je 100 m vor der Ingrid-Christensen-Küste des ostantarktischen Prinzessin-Elisabeth-Lands. Sie liegen im Gebiet der Vestfoldberge.
Das Antarctic Names Committee of Australia benannte sie nach dem Hubschrauberpiloten Michael Francis McCallie (1947–1985), der zwischen 1978 und 1979 Wissenschaftler zu den Vestfoldbergen geflogen und dabei die erste Landung auf diesen Inseln vorgenommen hatte.